# Metykó Gyula
Metykó Gyula (Vésztő, 1907. január 4. – Budapest, 1992. szeptember 10.) festő, grafikus.

## Élete és munkássága
Budapesten szabadiskolába járt Krivátsy Szűts Györgyhöz majd a Magyar Képzőművészeti Főiskolán tanult festő szakon. Csók István osztályába járt, aki ajánlólevelében így jellemezte: „Metykó Gyula másodéves tanítványom, nem csak rendkívüli tehetsége, szorgalma és művészi hivatottsága révén egyik legkedvesebb növendékem, hanem mint komoly, szerény és jó modorú ifjú is rászolgál teljes szimpátiámra...” Később tanára Glatz Oszkár lett s Metykó Gyula a festő szak mellett elvégezte a grafikai és freskófestő szakokat is. A Képzőművészeti Főiskola Kecskeméti művésztelepén Révész Imre irányításával végezte (1928-30) tanulmányait. Leginkább az alföldi táj ihlette meg ezen belül is Békés megye és a Sárrét. Széles ecsetkezelése és sötétebb tónusba hajló tájképábrázolásai jellemzőek. Tanulmányúton járt Olaszországban, Ausztriában és Csehszlovákiában. Metykó Gyula bejárta a világot, látogatásokat tett Amerikába (Cleveland) és Ázsiába. Több portrét festett író-kortársairól (Sinka István, Ötvös Lajos parasztköltő stb.). 1935-ben Székely Bertalan-díjat nyert a Képzőművészeti Főiskolán. Náday Nagy Ferenccel közös könyve: Két művész. Költő és festő. 1935 óta rendszeresen részt vett budapesti kiállításokon, a Műcsarnokban, az Ernst Múzeumban, a Tamás Galériában, a Nemzeti Szalonban.
Metykó Gyula életművének jelentős részét, 337 művet: festményeket, grafikákat–szülőhelyének, Vésztőnek ajándékozta. A vésztői Múzeumi Kiállítóhely 1986. június 5-én megnyílt első állandó kiállítása ebből az anyagból mutat be válogatást, amely a művész munkásságának keresztmetszetét adja.

## Képgaléria

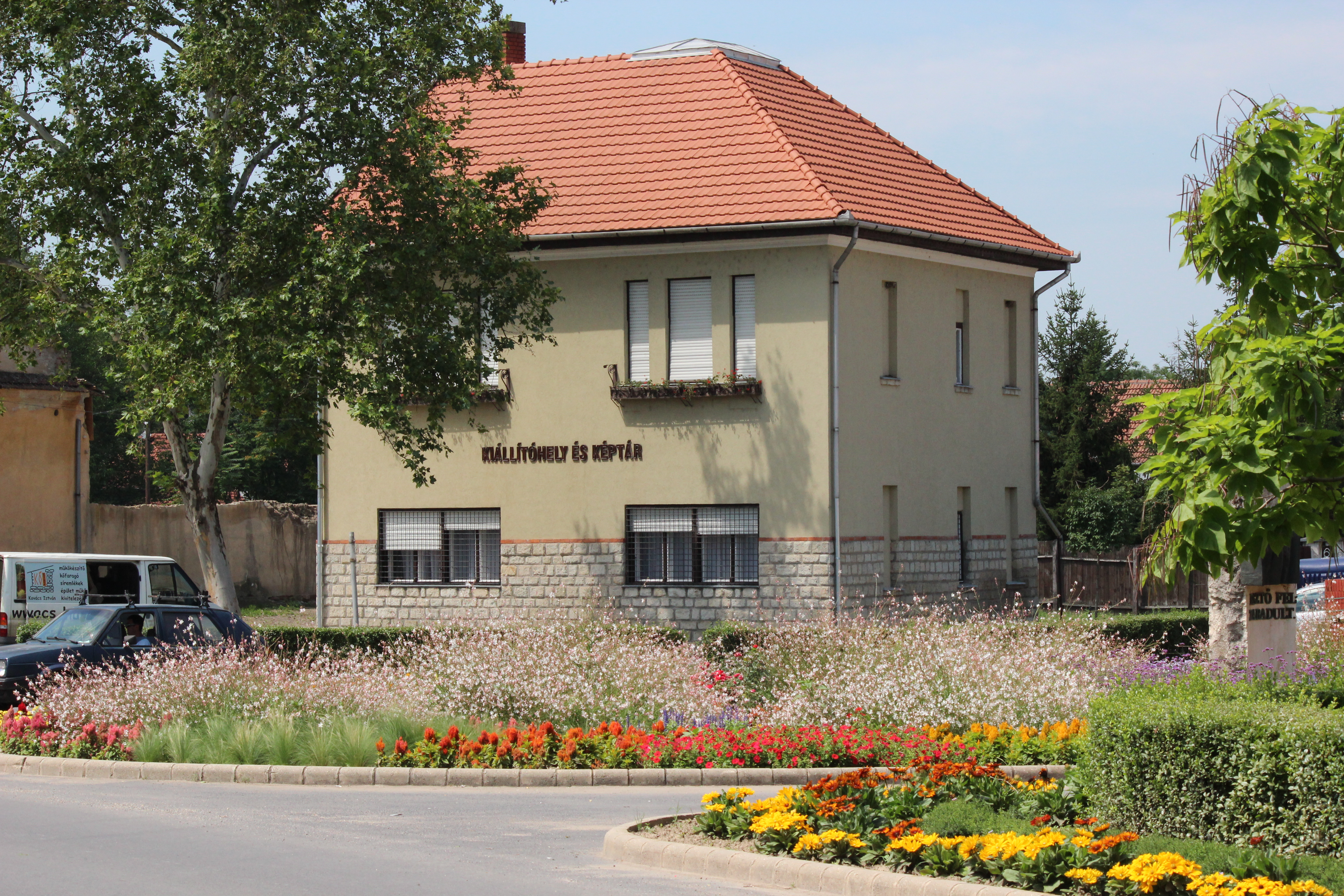
Kiállítóhely és képtár Vésztőn
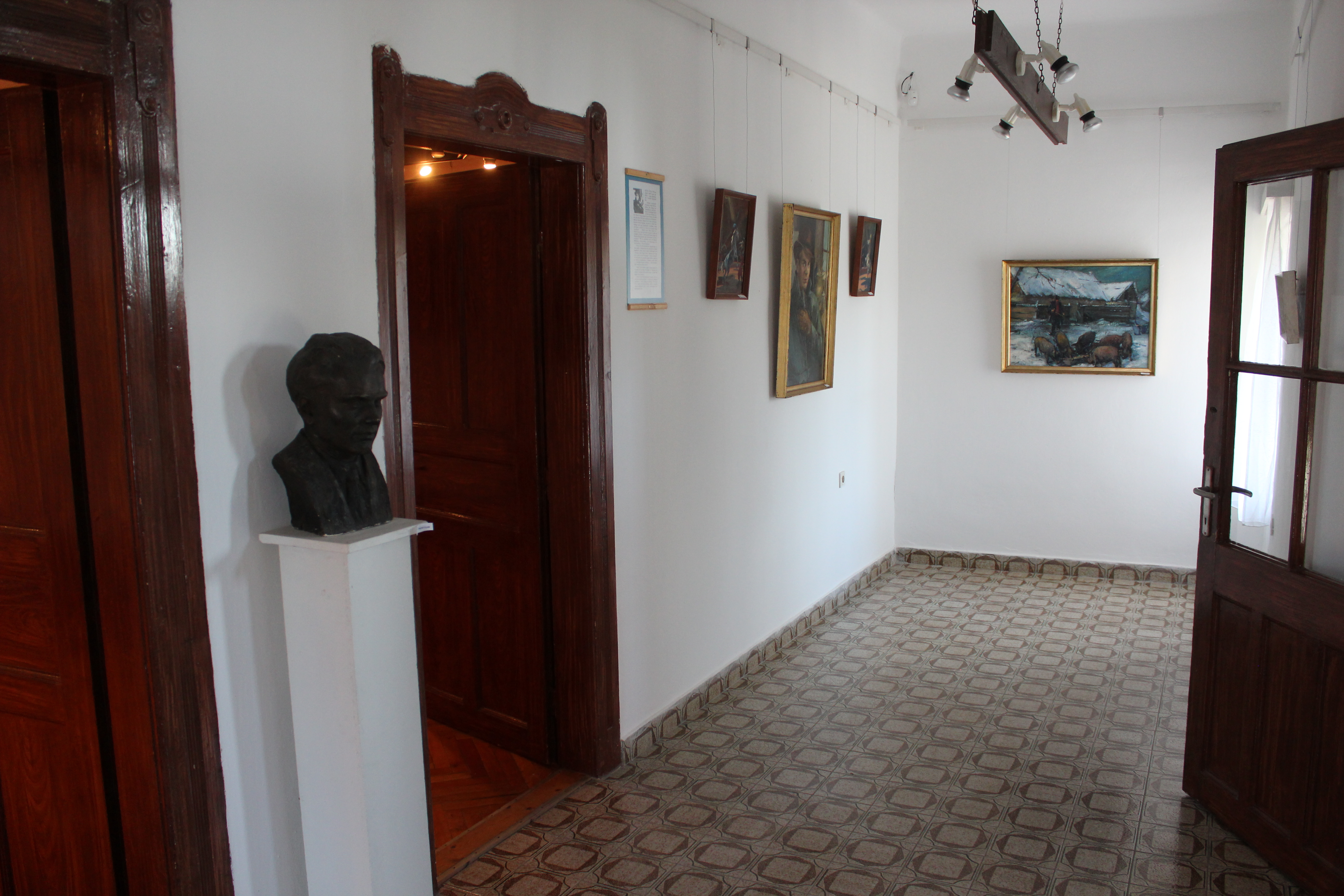
A Metykó kiállítás Vésztőn, az előtérben a festő mellszöbra.
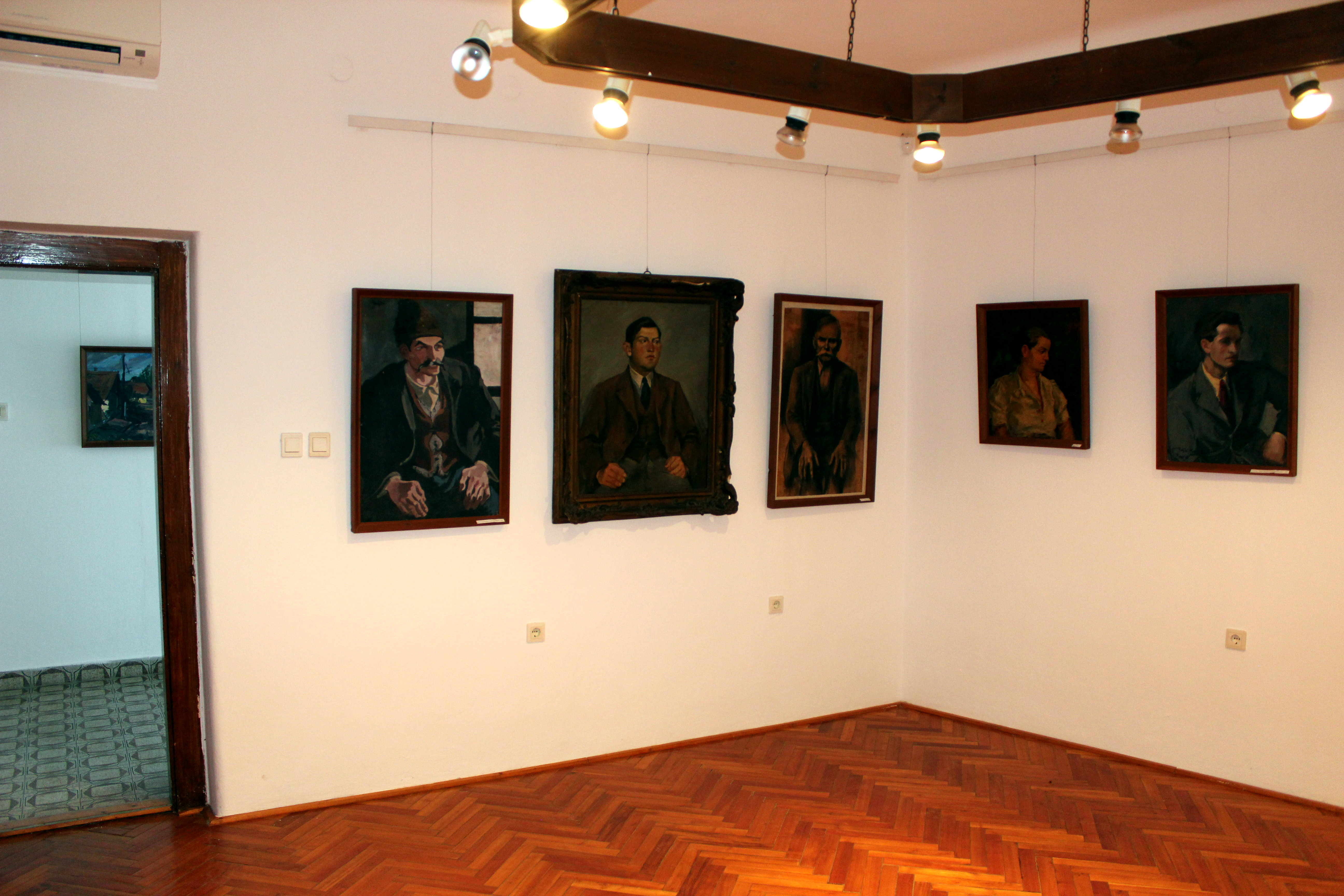
A Metykó kiállítás részlete Vésztőn

## Kiállításai

### Egyéni kiállítások
- 1971 • Thorma János Múzeum, Kiskunhalas
- 1981 • Szőnyi Terem, Miskolc
- 1987 • Metykó Gyula festészete, állandó kiállítás, Vésztő.

### Válogatott csoportos kiállítások
- 1935 • Budai Képzőművészeti Társulat grafikai és vázlat kiállítása
- 1936, 1937 • Tavaszi Szalon, Nemzeti Szalon, Budapest
- 1937 • Szinyei Társaság Tavaszi Szalonja, Budapest
- 1938 • XIII. Tavaszi Szalon, Ernst Múzeum, Budapest • Téli Tárlat, Műcsarnok, Budapest
- 1942, 1943 • A magyar művészetért, Műcsarnok, Budapest
- 1947 • Őszi Tárlat, Alkotás Művészház XXXVL. kiállítás, Budapest
- 1951 • 2. Magyar Képzőművészeti kiállítás, Műcsarnok, Budapest.

### Művek közgyűjteményekben
Fővárosi Képtár, Budapest • Kecskeméti Képtár, Kecskemét, Vésztő - Sinka Emlékház.